# HMS Illern (1957)
Pour les autres navires du même nom, voir HMS Illern.
Le HMS Illern (en suédois, « furet ») est le quatrième sous-marin de classe Hajen de la marine royale suédoise.

## Carrière
Le navire a été commandé en 1952 à Kockums Mekaniska Verkstads AB à Malmö et sa quille a été posée en 1955. Le navire a été lancé le 14 novembre 1957 et a été mis en service le 31 août 1959.
Il a été désarmé le 1er juillet 1980 et vendu à la ferraille à Odense en 1981.

## Galerie

HMS Illern
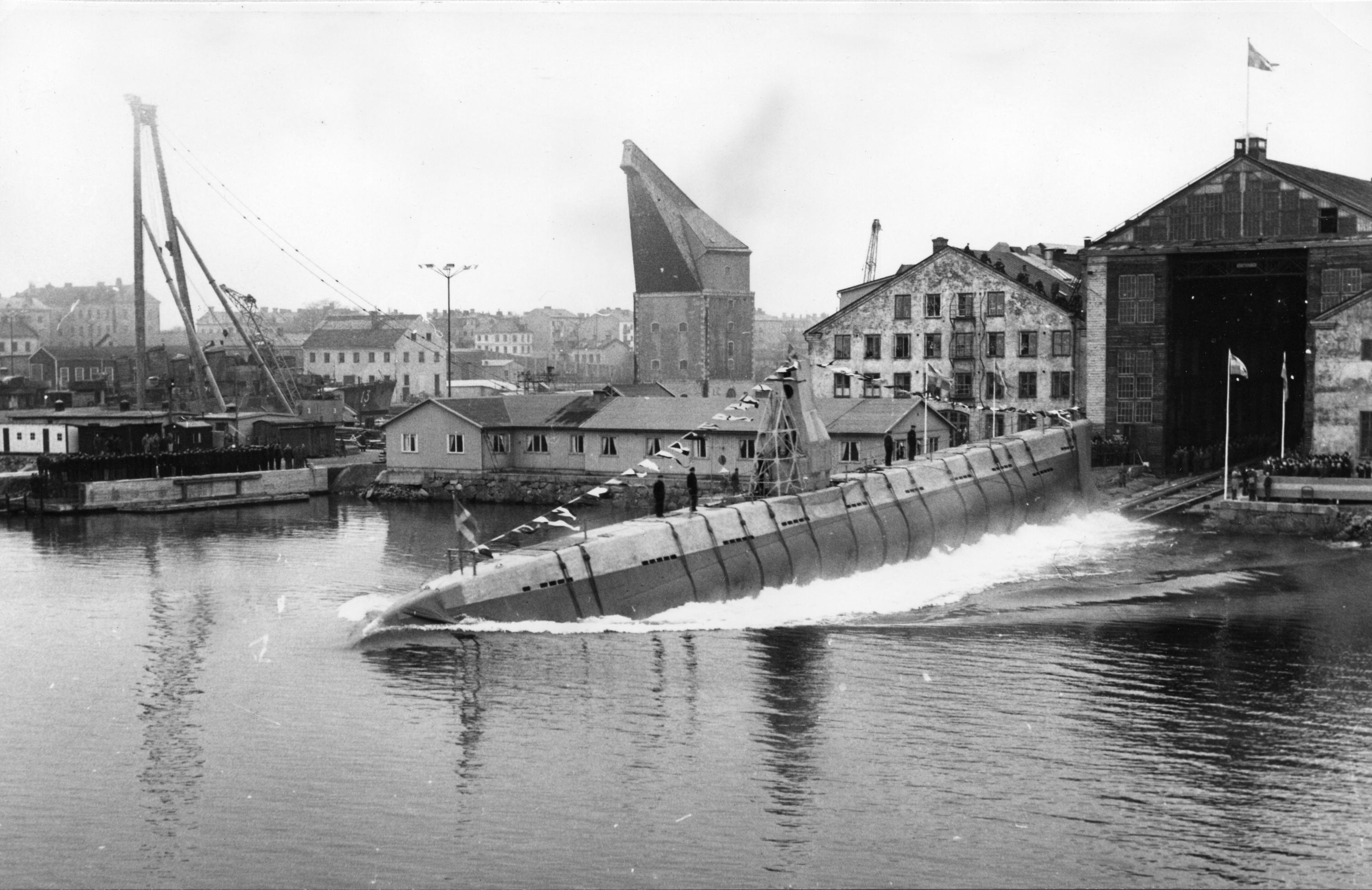
Le HMS Illern le 14 novembre 1957.
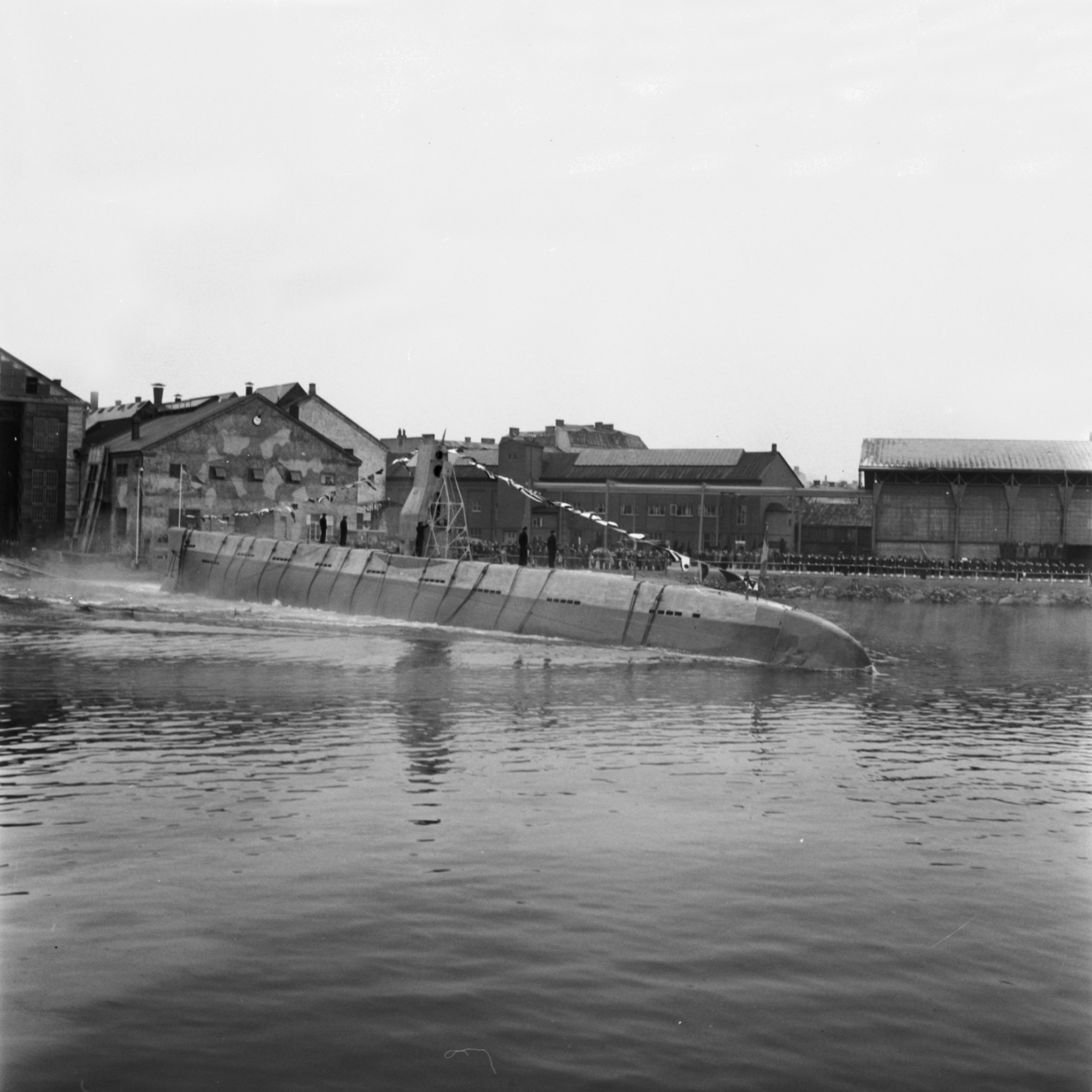
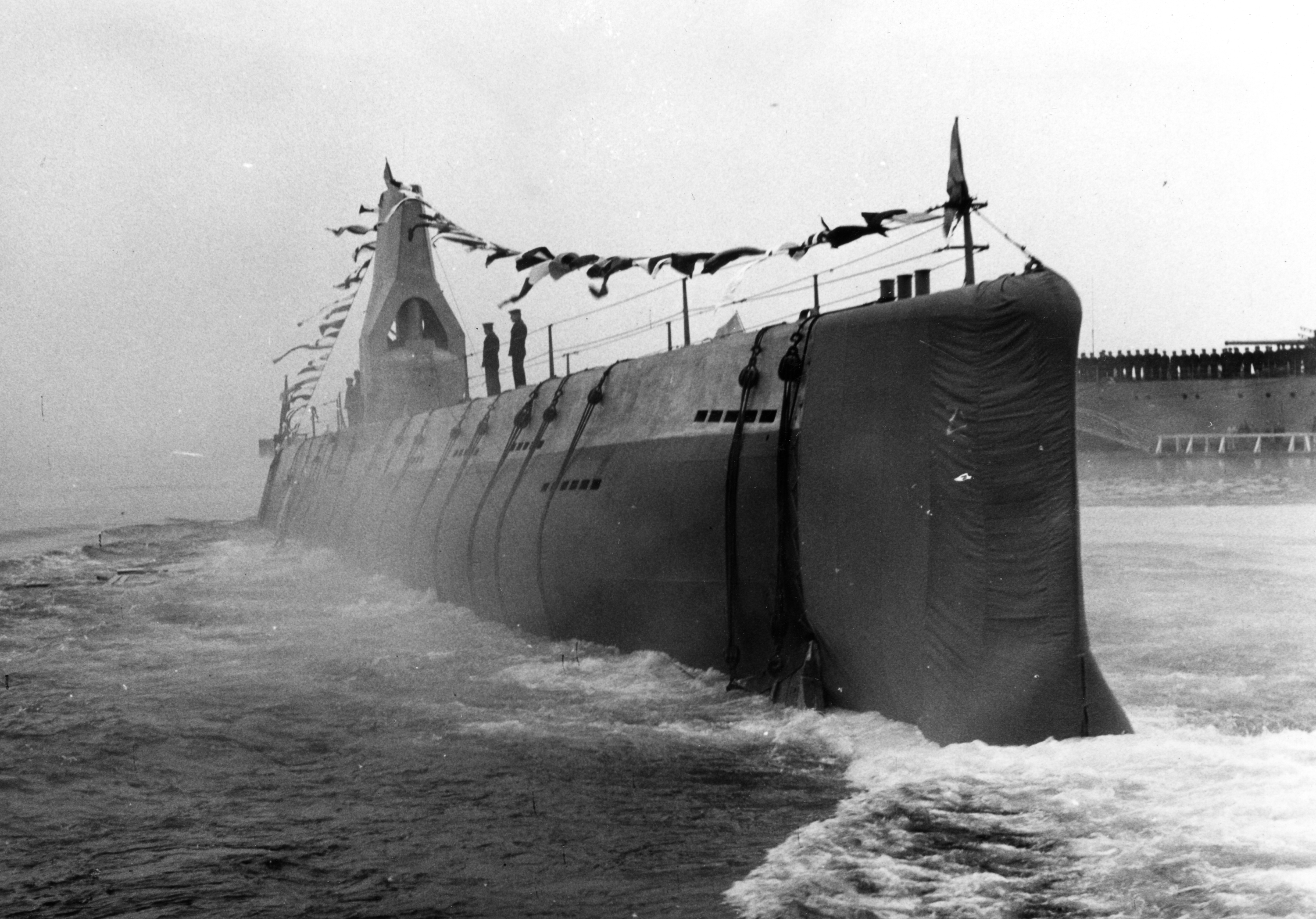
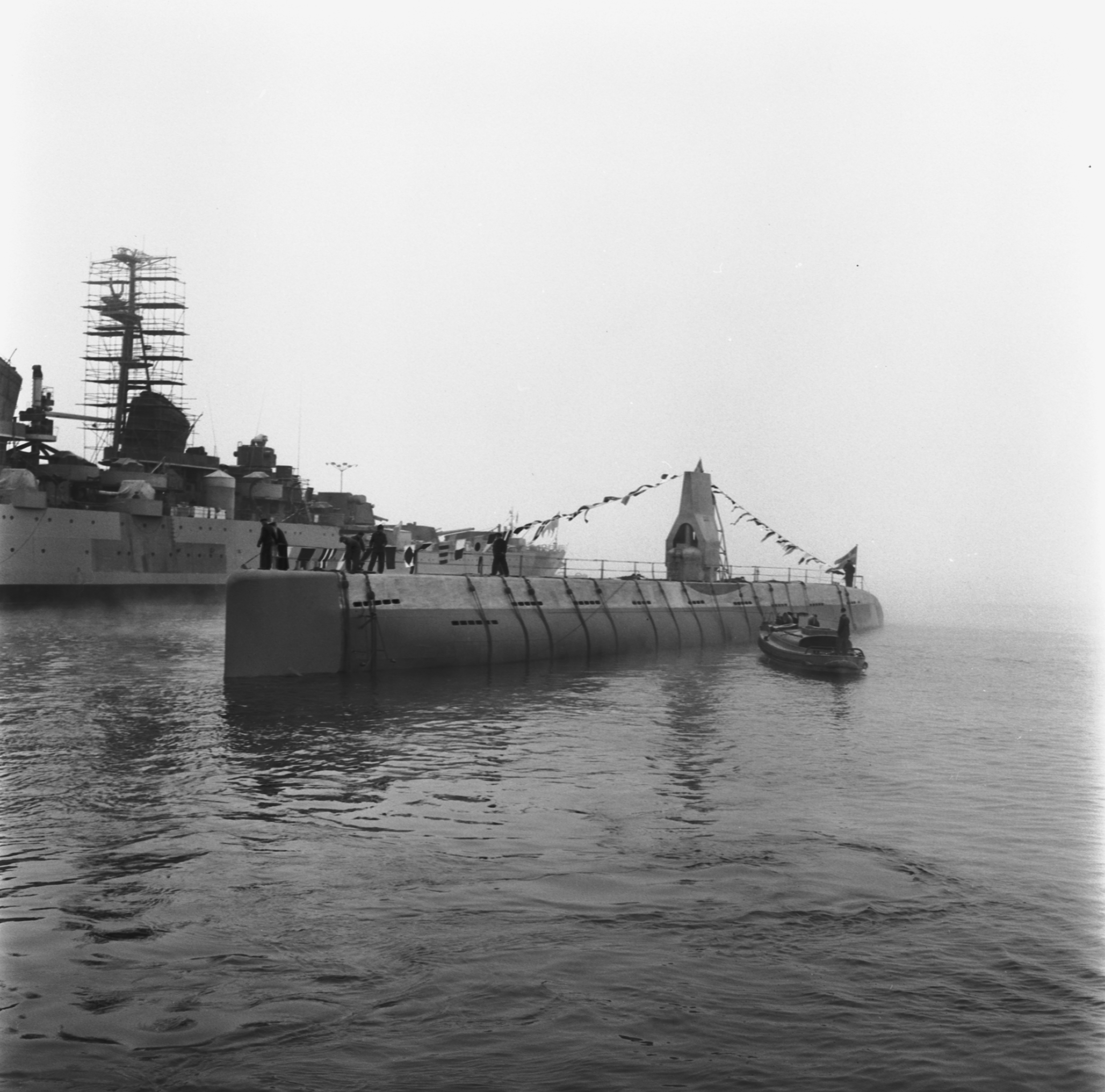